# Schober (berg i Österrike, Salzburg, Politischer Bezirk Salzburg-Umgebung)
Schober är ett berg i Österrike.   Det ligger i distriktet Salzburg-Umgebung och förbundslandet Salzburg, i den centrala delen av landet, 230 km väster om huvudstaden Wien. Toppen på Schober är 1 329 meter över havet, eller 608 meter över den omgivande terrängen. Bredden vid basen är 12,7 km. Schober ligger vid sjön Fuschlsee.
Terrängen runt Schober är huvudsakligen kuperad. Närmaste större samhälle är Thalgau, 5,2 km väster om Schober. 
I omgivningarna runt Schober växer i huvudsak blandskog. Runt Schober är det ganska tätbefolkat, med 139 invånare per kvadratkilometer.